# Clément Brun
Pour les articles homonymes, voir Brun.
Clément Hyacinthe Joseph Brun, né à Avignon le 11 septembre 1865, où il est mort le 11 mars 1920, est un maître provençal de la peinture. 
Il est le fondateur du « Groupe des Treize » qui a été à l'origine de la renaissance de la peinture avignonnaise au début du XXe siècle.

## Biographie

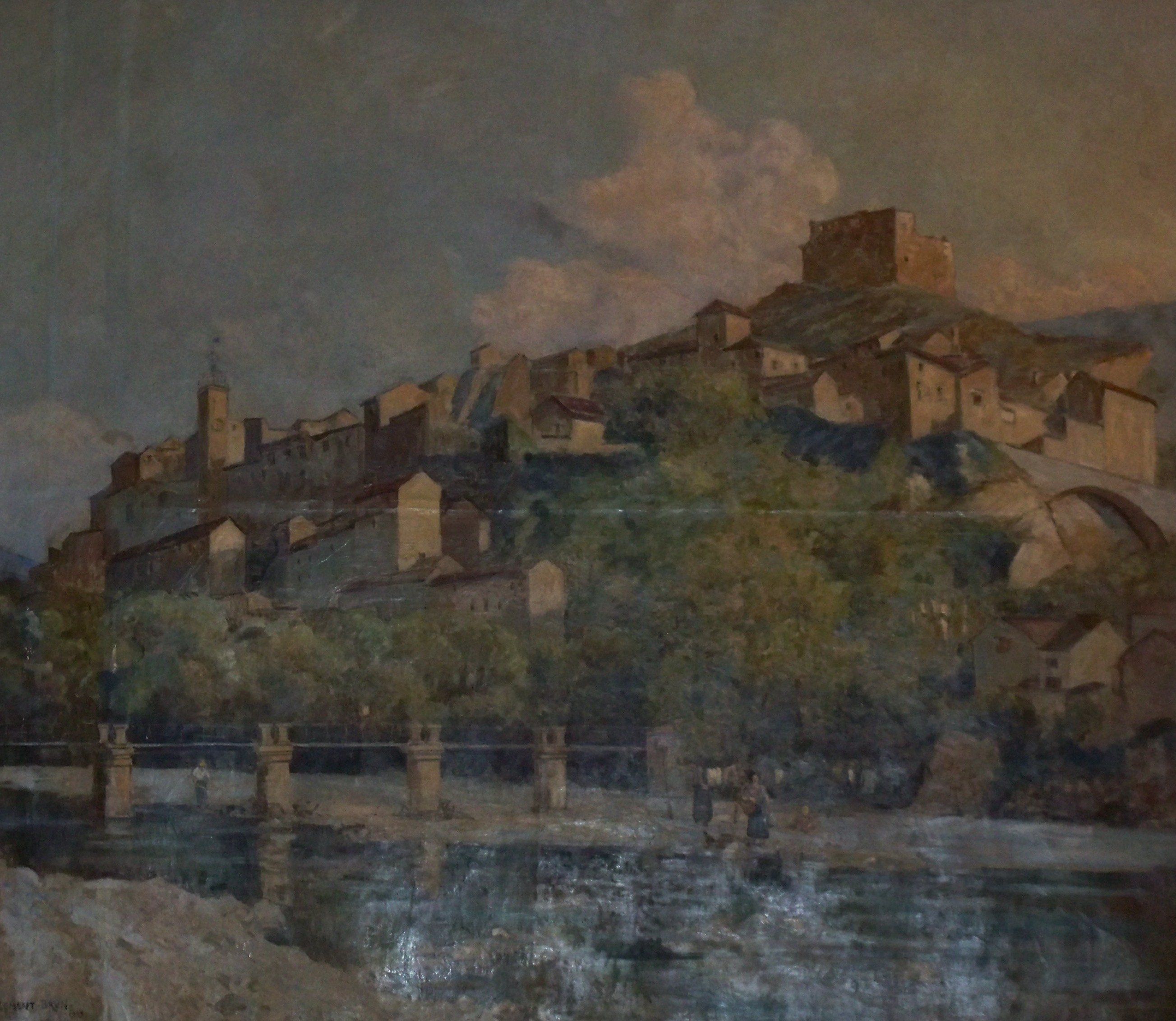
Vaison par Clément Brun (1919).

Il entra aux Beaux-Arts d'Avignon où il eut comme maître Pierre Grivolas. Sur ses conseils, il partit un temps aux Beaux-Arts de Paris où il eut comme professeurs William Bouguereau et Tony Robert-Fleury. Puis il entra à l'Académie Julian où ses maîtres furent Gabriel Ferrier et Jules Joseph Lefebvre avant d'en devenir le sous-directeur.
À son retour, il fonda et présida le « Groupe des Treize » où se retrouvèrent les peintres Pierre Alexandre Belladen, Alfred Bergier, Lina Bill, Léon Colombier, Claude Firmin, Jules Flour, Joseph Hurard, Alfred Lesbros, Joseph Meissonnier et Louis Agricol Montagné  et les sculpteurs Jean-Pierre Gras et Paul Gaston Déprez. Le Groupe exposa pour la première fois dans les salons de l'Hôtel de Ville d'Avignon au cours du mois de décembre 1912.
En 1913, il obtient une médaille d'argent au Salon des artistes français avec sa toile Le Raccommodeur de faïence.

## Œuvres
- Rue à Villeneuve-lès-Avignon, Portrait d'Édouard Raynolt, Portrait de Mme Morisque, musée Calvet d'Avignon
- Les Remparts près du Pont Saint-Bénézet, huile sur toile, 38 × 56 cm, Collection particulière[7]